# Gillett (Arkansas)
Gillett város az USA Arkansas államában, Arkansas megyében. Lakosainak száma 564 fő (2020. április 1.).

## Népesség
A település népességének változása:

| 2010 | 691 |
| 2020 | 564 |